# Elisabeth Kögl
Elisabeth Kögl (1978) è un'ex sciatrice alpina tedesca.

## Biografia
In Coppa Europa la Kögl esordì il 21 gennaio 1997 a Bischofswiesen in slalom gigante, senza completare la prova, ottenne il miglior piazzamento il 5 dicembre 1998 a Špindlerův Mlýn in slalom speciale (29ª) e prese per l'ultima volta il via il 9 febbraio 1999 ad Abetone nella medesima specialità, senza completare la prova. Si ritirò al termine di quella stessa stagione 1998-1999 e la sua ultima gara fu uno slalom gigante juniores disputato il 29 marzo a Seefeld in Tirol; non debuttò in Coppa del Mondo né prese parte a rassegne olimpiche o iridate.

## Palmarès

### Coppa Europa
- Miglior piazzamento in classifica generale: 127ª nel 1999

### Campionati tedeschi
- 1 medaglia:
  - 1 bronzo (slalom speciale nel 1997)